# PRINCE (шифр)
PRINCE — блочный шифр с малой задержкой при аппаратной реализации (размер блока 64 бита, ключ 128 бит). Особенностью шифра является «α-отражение» (дешифрование выполняется, повторно используя процесс шифрования с немного изменённым ключом). Шифр происходит от алгоритмов AES и Present.
Шифр представлен в 2012 году на международной конференции по теории и применению криптологии и информационной безопасности. Разработчики: Julia Borghoff, Anne Canteaut, Lars R. Knudsen, Gregor Leander, Christan Rechberger, Soeren S. Thomsen, Elif Bilge Kavun, Tolga Yalcin, Tim Güneysu, Christof Paar, Miroslav Knezevic, Ventzi Nikov, Peter Rombouts.

## Характеристики
Основан на SP-сети с двенадцатью раундами. PRINCE относится к категории легковесных шифров. На это указывает его небольшой размер реализации, требуемые ресурсы (объём памяти или регистров для хранения данных и промежуточного состояния), сложность реализации (типы необходимых операций и размер операндов), энергия, необходимая для выполнения операций безопасности. Также шифр имеет небольшие размеры блоков (64 бит), что характерно для легковесных шифров. Это может уменьшить размер сообщения для коротких пересылок из-за меньшего заполнения. Но с другой стороны, количество данных, которые можно защитить с помощью данного ключа, будет намного меньше по сравнению, например, с AES. Короткий ключ 128 бит снижает надёжность обеспечиваемой защиты и сокращает срок службы используемого ключа.

## Описание алгоритма шифрования
Шифр представляет собой SP-сеть, которая имеет 12 раундов. 64-битное состояние можно рассматривать как массив 4×4 полубайтов, но в реализациях состояние рассматривается как массив из 16 полубайтов. Каждая функция раунда {\displaystyle R_{i}}, включает в себя: уровень S-блока (обозначенный {\displaystyle S}), линейный слой ({\displaystyle M}), операцию сложения ключей и добавление константы раунда ({\displaystyle RC_{i}}). Все операции также нуждаются в реализации своих обратных операций, которые используются в последних шести раундах.

### Ключевое расписание
128-битный ключ делится на две части: {\displaystyle k_{0}} и {\displaystyle k_{1}}. {\displaystyle k_{0}} используется для генерации другого ключа: {\displaystyle k_{0}^{'}=(k_{0}>>>1)\oplus (k_{0}>>63)}. Ключи {\displaystyle k_{0}} и {\displaystyle k_{0}^{'}} используются в качестве клавиш до и после отбеливания, то есть добавляются исключающие «ИЛИ» к состоянию до и после выполнения всех циклических функций. Раундовый ключ {\displaystyle k_{0}} одинаковый для всех раундов и также добавляется с помощью операции исключающее «ИЛИ» на этапе добавления ключа.

### Раундовая константа
В шифре константы {\displaystyle RC_{i}} для каждого {\displaystyle i} (номер раунда) различаются. Примечательным свойством раундовых констант является то, что {\displaystyle RC_{i}\oplus RC_{11-i}=\alpha ,\forall i\in [0,11]}. Складывание констант раунда является двоичным сложением, как и добавление раундового ключа. Эти две операции можно объединить.

### S-блок
Уровень S-блок использует преобразование, которое принимает на входе 4 бит и возвращает 4 бит, как определено в следующей таблице.
| {\displaystyle i}    | 0 | 1 | 2 | 3 | 4 | 5 | 6 | 7 | 8 | 9 | A | B | C | D | E | F |
| -------------------- | - | - | - | - | - | - | - | - | - | - | - | - | - | - | - | - |
| {\displaystyle S[i]} | B | F | 3 | 2 | A | C | 9 | 1 | 6 | 7 | 8 | 0 | E | 5 | D | 4 |

### Линейный слой
На слоях {\displaystyle M} и {\displaystyle M^{'}} 64-битное состояние умножается на матрицу {\displaystyle M} 64×64 (соответственно {\displaystyle M^{'}}), определённую ниже. К двум линейным слоям разные требования. Слой {\displaystyle M^{'}}используется только в среднем раунде, поэтому слой {\displaystyle M^{'}} должен быть инволюцией, чтобы гарантировать свойство {\displaystyle \alpha }-отражения. Это требование не применяется к {\displaystyle M}-уровню, используемому в функциях раунда. Здесь обеспечивается полное распространение после двух раундов. Для этого комбинируется {\displaystyle M^{'}}-отображение с применением матрицы {\displaystyle SR}, которое ведёт себя как строки сдвига AES и переставляет 16 полубайтов следующим образом:
| 0 | 1 | 2 | 3 | 4 | 5 | 6 | 7 | 8 | 9 | 10 | 11 | 12 | 13 | 14 | 15 | {\displaystyle \longrightarrow } | 0 | 5 | 10 | 15 | 4 | 9 | 14 | 3 | 8 | 13 | 2 | 7 | 12 | 1 | 6 | 11 |
| - | - | - | - | - | - | - | - | - | - | -- | -- | -- | -- | -- | -- | -------------------------------- | - | - | -- | -- | - | - | -- | - | - | -- | - | - | -- | - | - | -- |

То есть {\displaystyle M=SR\circ M^{'}}.
Для того, чтобы минимизировать затраты на реализацию, количество единиц в матрицах {\displaystyle M^{'}}и {\displaystyle M} должно быть минимальным. В то же время необходимо, чтобы хотя бы 16 S-блока были активны в четырёх последовательных раундах. Таким образом, каждый выходной бит S-блока должен влиять на 3 S-блока в следующем раунде, и поэтому минимальное количество единиц в строке и столбце равно 3. Этим условиям соответствуют следующие четыре матрицы 4×4 в качестве строительных блоков для {\displaystyle M^{'}}-слоя.
{\displaystyle M_{0}={\begin{pmatrix}0&0&0&0\\0&1&0&0\\0&0&1&0\\0&0&0&1\end{pmatrix}};M_{1}={\begin{pmatrix}1&0&0&0\\0&0&0&0\\0&0&1&0\\0&0&0&1\end{pmatrix}};M_{2}={\begin{pmatrix}1&0&0&0\\0&1&0&0\\0&0&0&0\\0&0&0&1\end{pmatrix}};M_{3}={\begin{pmatrix}1&0&0&0\\0&1&0&0\\0&0&1&0\\0&0&0&0\end{pmatrix}}.}
На следующем шаге генерируется блочная матрица {\displaystyle {\hat {M}}} 4×4, где каждая строка и столбец являются перестановкой матриц {\displaystyle M_{0},...,M_{3}}. Комбинации выбираются таким образом, чтобы получалась симметричная блочная матрица. Выбор строительных блоков и симметричной структуры гарантирует, что результирующая матрица 16×16 будет инволюцией:
{\displaystyle {\hat {M}}^{(0)}={\begin{pmatrix}M_{0}&M_{1}&M_{2}&M_{3}\\M_{1}&M_{2}&M_{3}&M_{0}\\M_{2}&M_{3}&M_{0}&M_{1}\\M_{3}&M_{0}&M_{1}&M_{2}\end{pmatrix}};{\hat {M}}^{(1)}={\begin{pmatrix}M_{1}&M_{2}&M_{3}&M_{0}\\M_{2}&M_{3}&M_{0}&M_{1}\\M_{3}&M_{0}&M_{1}&M_{2}\\M_{0}&M_{1}&M_{2}&M_{3}\end{pmatrix}}.}
Чтобы получить перестановку для полного 64-битного состояния, строится блочная диагональная матрица {\displaystyle M^{'}} размером 64×64 с {\displaystyle {\bigl (}{\hat {M^{(0)}}},{\hat {M^{(1)}}},{\hat {M^{(1)}}},{\hat {M^{(0)}}}{\bigr )}} в качестве диагональных блоков.

## Сравнение с AES
Хотя AES имеет 10 раундов при использовании 128-битного ключа, раунды в PRINCE проще в реализации. Аппаратно легко объединить раунды, чтобы уменьшить задержку и добиться лучшей производительности по сравнению с AES. Это обеспечивает отбеливание непосредственно в самом блочном шифре, чего не хватает AES. Ключевое расписание в PRINCE также гораздо проще, чем у AES.
|         | Площадь чипа (GE) | Частота (МГц) | Мощность (мВт) |
| ------- | ----------------- | ------------- | -------------- |
| PRINCE  | 3779              | 666.7         | 5.7            |
| AES-128 | 15880             | 250.0         | 5.8            |

## Криптоанализ
Особенность шифра PRINCE заключающаяся в том, что можно выполнить дешифрование, повторно используя процесс шифрования с немного изменённым ключом. Эта возможность, которую назвали свойством α-отражения, явно обеспечивает преимущество в реализациях, требующих как шифрования, так и дешифрования. Но в то же время вынудила разработчиков снизить ожидания безопасности по сравнению с идеальным шифром. Они заявили, что безопасность шифра обеспечивается до {\displaystyle 2^{127-n}} операций при выполнении {\displaystyle 2n} запросов на шифрование/дешифрование. Эта граница указана только для модели с одним ключом, и авторы не сделали никаких заявлений относительно модели связанных ключей.
Чтобы стимулировать интерес к криптоанализу шифра PRINCE разработчики устроили открытый конкурс «THE PRINCE CHALLENGE».

### Метод встречи посередине
Атака была представлена в 2015 году в рамках конкурса. Создатели обнаружили, что подходы, основанные на методе встречи посередине и SAT могут привести к практическим атакам в половине раундов. Реализованные атаки были признаны лучшими для 4, 6 и 8 раундов. Кроме того, в ходе исследований PRINCE была обнаружена новая атака на 10 раундов, которая имеет сложность данных {\displaystyle 2^{57}} выбранных открытых текстов.

### Интегральный криптоанализ
Pawel Morawiecki в 2017 году представил несколько новых атак на PRINCE с уменьшенным количеством раундов (до 7 раундов). Он сосредоточился на практических атаках, большинство из которых реализованы и проверены на одном ПК. Такой анализ должен помочь оценить запас безопасности шифра, особенно в отношении реальных сценариев и потенциального развёртывания алгоритма. Используя интегральный криптоанализ, ему удалось достичь 6 раундов с низкой сложностью данных (время — {\displaystyle 2^{41}}, количество открытых текстов — {\displaystyle 6\cdot 2^{16}}). Так же была проведена 7-раундовая атака с помощью дифференциального криптоанализа более высокого порядка (время — {\displaystyle 2^{57}}, количество открытых текстов — {\displaystyle 6\cdot 2^{57}}).

### Атака методом бумеранга
Криптоанализ блочного шифра PRINCE основан на некоторых типах атаки методом бумеранга (для 4, 5 и 6 раундов), таких как бумеранг со связанными ключами и бумеранг с одним ключом для выбранной раундовой константы. Количество открытых текстов и временная сложность атак малы, чтобы их можно было рассматривать как практические атаки (оба показателя меньше, чем {\displaystyle 2^{34}}).